# Matthew Wood
Matthew Wood es un premiado editor de sonido de Skywalker Sound y antiguo actor y playtester para Lucasfilm.

## Biografía
Nacido el 15 de agosto de 1972 en Walnut Creek, California, Wood es el sobrino de Lon McEachern, comentarista del campeonato de póker norteamericano en ESPN2.
Wood, que tomaba clases de interpretación desde el instituto, se licenció en periodismo y cinematografía en la Universidad. Siguió estudiando interpretación y sobre todo voz en el American Conservatory Theatre, San Francisco.
En 1990, Lucasfilm invitó al joven Wood, de 17 años, a unirse al equipo de desarrollo Sound Droid, probando los juegos de ordenador desarrollados por Lucasfilm, entre ellos el popular The Secret of Monkey Island y otros menos afortunados en ventas como Night Shift (Turno de Noche), en el que el jugador controlaba una fábrica de figuritas de Star Wars, o Secret Weapons of the Luftwaffe.
Pero hacer carrera como playtester no tentaba a Wood, que intentó entrar en el mundo del cine, en especial como sonidista. En 1991 consiguió dos interesantes empleos: Trabajó en el filme El Gran Halcón (1991, Michael Lehmann) como doble de Stefano Molinari (Las manos de "Leonardo Da Vinci" al principio de la película son de Wood). También fue consultor de sonido en Escándalo en el plató (1991, Michael Hoffman). Su experiencia en la tecnología SoundDroid le resultaría muy útil.
Wood empezó a trabajar como supervisor de sonido, montador de diálogos, consultor o editor en diversas películas, muchas de ellas para el mercado directo a vídeo o televisión. Ocasionalmente ni siquiera se mencionaba su nombre en los créditos. Entre sus trabajos más destacados, fue un ayudante de sonido en la serie de Las aventuras del Joven Indiana Jones.
Realizando incontables trabajos, cada vez más por su creciente experiencia, Wood tuvo ocasión de trabajar como ayudante de sonidista en films tan populares como Asesinatos en la radio (1994, de Mel Smith) o Quiz Show: El dilema (1994, de Robert Redford).
Sin embargo, Wood encontraría ocasión de trabajar en films aún más taquilleros poco después. En 1996 trabajó en no menos de seis películas, cuatro de las cuales fueron grandes éxitos de taquilla: Fue ayudante del diseñador de sonido en el filme de Arnold Schwarzenegger Eraser (Eliminador (1996, de Chuck Russell) y en la película de acción de Sean Connery y Nicolas Cage La Roca (1996, de Michael Bay), y también fue el editor de la recreación de foley (sonidos creados a posteriori pero sincronizados con la imagen, tipo pisadas) en Un día inolvidable (1996, de nuevo Michael Hoffman) y Misión Imposible (1996, Brian De Palma).
Este ayudante del diseñador de sonido continuó muy ocupado según pasaban los años: En el año siguiente trabajó en Con Air (1997, Simon West), Speed 2 (1997, Jan de Bont) y Volcano (1997, Mick Jackson). Su carrera continuaría con espectaculares explosiones en Armagedón (1998, de nuevo Michael Bay) y como editor, ya no como ayudante, en En las manos de Dios (1998, Zalman King).
Y entonces llegó 1999, año en el que se estrenaron solo dos películas de Wood. Una de ellas fue El Guerrero N.º 13 (1999, John McTiernan), protagonizada por Antonio Banderas, en la que volvió al puesto de ayudante de sonido. Pero la otra fue Star Wars: Episode I - The Phantom Menace (1999, George Lucas). No solo fue el supervisor de edición de sonido, sino que se encargó también del ADR (Reemplazo Automatizado de Diálogo). Esto es: Wood era responsable de las frases regrabadas después del metraje y de su sincronía con los personajes, algo especialmente importante en una película con diversos personajes digitales.
Como jefe de ADR, ha desarrollado un sistema de grabación y edición de audio único. Hasta entonces, se utilizaba grabación analógica y playback de vídeo con mecanismos de cuenta atrás, pero Wood los consideraba demasiado primitivos para una película como The Phantom Menace. Desarrolló entonces un ADR portátil basado en la tecnología Macintosh para proyectar la película en formato de alta resolución (QuickTime, pero en 1999) y sincronizarla fácilmente con el ADR recién grabado usando PowerBook G3 300. El 80% del metraje pudo ser grabado así, permitiendo que Lucas Digital rompiese los límites hasta entonces establecidos por esa tecnología.
No solo eso: Wood apareció en pantalla en The Phantom Menace en un pequeño cameo, interpretando a Bib Fortuna, el mayordomo de Jabba el hutt. Wood también prestó su voz a un piloto de vainas, Ody Mandrell, cuya vaina queda inutilizada por causa de un accidente con un droide de boxes. Ninguno de estos roles aparece en los créditos de la película, aunque se cuidaron de no olvidar su colaboración como sonidista.
Wood estuvo nominado al Golden Satellite al mejor sonido, y al Golden Reel Award a mejor montaje de sonido, por supuesto compartidos con Burtt y con otros sonidistas. Perdió el primero ante Sleepy Hollow (1999, Tim Burton) y el segundo ante Matrix (1999, la familia Wachowski). De todos modos, las nominaciones fueron dignas de mención.
El éxito de la película llevó a Wood a más films de ciencia ficción, como la película de animación Titán A.E. (2000, de Don Bluth y Gary Goldman), donde el sonido era una importante baza. Estuvo nuevamente nominado al Golden Reel, esta vez a mejor sonido en animación, y junto con el resto de su equipo. Esta vez, ganó, humillando a films como Chicken Run, Dinosaurio o La Ruta hacia El Dorado.
El trabajo de Wood llamó la atención en su campo: El jefe de sonido de la nueva trilogía de Star Wars, Ben Burtt, mantuvo vigilado a Wood y colaboró con él nuevamente, usándole como arquitecto digital para un documental sobre la batalla de Manassas (en Virginia, durante la Guerra Civil Americana). Wood también prestó su voz a este documental.
Para Star Wars Episodio II: El Ataque de los Clones (2002, George Lucas), Wood fue el supervisor de edición de sonido, trabajando de nuevo con Wood. Además, grabó su voz para prestársela a dos alienígenas: Seboca el dug y Magaloof, que aparece durante la persecución de Zam Wessell. También se dice que interpretó a un taxista dug y a un gungano.
Debido a la expectación del Episodio II, Burtt realizó un documental sobre el proceso de creación de sonido en Episodio II. Evidentemente, Wood explicó su parte en Films Are Not Released, They Escape (2002, Mary Beth Bresolin).
Esto le valió nuevas nominaciones al Golden Reel a mejor sonido (perdido ante Camino a la Perdición, de Sam Mendes) y al premio de la Online Film Critics Society (perdido ante El Señor de los Anillos: Las Dos Torres, de Peter Jackson).
Desde 2003, Wood ha trabajado ininterrumpidamente como supervisor de edición de sonido para Skywalker Sound en Marin County, California.
Wood se sabía bien ubicado para colaborar en el Episodio III, un trabajo que llevaría mucho tiempo. Sin embargo, eso no le impidió seguir trabajando. Se encargó de la grabación de ADR para la comedia de Ben Stiller Envidia (2004, Barry Levinson) y diseñó el sonido del corto Adventures in Animation 3D (2004, Pierre Lachapelle), en el que también se registra su voz en una multitud de personas. Realizó además un cameo en el thriller The Assassination of Richard Nixon (2004, Niels Mueller).
Pero 2005 sería un año muy ocupado para él. Se encargó del diseño de grabación de sonido en Munich (2005, Steven Spielberg) y de la edición de sonido del videojuego Psychonauts, y por supuesto tendría que aparecer en documentales sobre el Episodio III como Within a Minute: The Making of Episode III (2005, Tippy Bushkin).
Pero eso era porque su trabajo en Star Wars Episodio III: La Venganza de los Sith (2005, George Lucas) iba a ser muy complicado. Su labor como supervisor de edición de sonido se vería complementada con el doblaje de uno de los personajes principales de la película: El General Grievous. Este esperado nuevo supervillano iba a ser doblado inicialmente por el prestigioso Gary Oldman, pero este tuvo que retirarse al descubrir que el filme no estaba asociado con el Gremio de Actores, del cual Oldman forma parte.
Así, Wood se convirtió en la característica voz de Grievous, que debería reproducir en otras ocasiones para la serie. Estas incluyeron el juego de la película y otro videojuego, Star Wars: Battlefront II. Además, Wood/Grievous enuncia una interesante frase en el Star Wars Halloween Special.
Wood recibió el Golden Satellite a la mejor mezcla y edición de sonido, por delante de Sin City de Robert Rodriguez o Kung Fu Sion de Stephen Chow.
Convertido en una estrella-tras-la-máscara, Wood aparece en otro cameo como camarero en el filme The Californians (2005, Jonathan Parker) pero, para poder verle hablando de nuevo, solo quedaba el programa de televisión estadounidense Late Show with David Letterman: El 16 de mayo de 2005, Wood apareció caracterizado como tres personajes de Star Wars, pero extrañamente no como el que le dio más fama: Darth Maul, C-3PO y un soldado de asalto.
Wood también ha sido el supervisor de edición de sonido para la versión en DVD de la trilogía original.

## Premios y distinciones
Premios Óscar
| Año  | Categoría               | Película                                            | Resultado |
| ---- | ----------------------- | --------------------------------------------------- | --------- |
| 2008 | Mejor edición de sonido | Pozos de ambición                                   | Nominado  |
| 2009 | Mejor edición de sonido | WALL·E                                              | Nominado  |
| 2016 | Mejor edición de sonido | Star Wars: Episodio VII - El despertar de la Fuerza | Nominado  |
| 2018 | Mejor edición de sonido | Star Wars: Episodio VIII - Los últimos Jedi         | Nominado  |